# HD166692
HD166692 — хімічно пекулярна зоря спектрального класу
A0 й має видиму зоряну величину в смузі V приблизно  9,5.
Вона знаходиться у сузір'ї Стрільця. 